# Lukhum Chkhvimiani
Lukhum Chkhvimiani (in georgiano ლუხუმ ჩხვიმიანი?; 3 maggio 1993) è un judoka georgiano.

## Palmarès
- Mondiali

Tokyo 2019: oro nei 60 kg.
- Giochi europei

Minsk 2019: oro nei 60 kg.

### Vittorie nel circuito IJF
| Data          | Località | Paese   | Categoria  |
| ------------- | -------- | ------- | ---------- |
| 31 marzo 2017 | Tbilisi  | Georgia | Grand Prix |
| 30 marzo 2018 | Tbilisi  | Georgia | Grand Prix |
| 29 marzo 2019 | Tbilisi  | Georgia | Grand Prix |